# Prvenstvo Osječkog nogometnog podsaveza – II. razred 1933./34.
II. razred prvenstva Osječkog nogometnog podsaveza u sezoni 1934./35.
 
Sudjelovalo je sedam klubova, a prvak je bio klub "Šparta" iz Belog Manastira.  

## Sustav natjecanja
Sedam klubova je igralo dvokružnu ligu (14 kola, 12 utakmica po momčadi). Prvak lige je potom igro kvalifikacije za ulazak u I. razred prvenstva ONP-a. 

## Ljestvica
| mj. | klub                 | ut. | pob. | ner. | por. | gol+ | gol- | bod |                            |
| --- | -------------------- | --- | ---- | ---- | ---- | ---- | ---- | --- | -------------------------- |
| 1.  | Šparta Beli Manastir | 12  | 11   | 1    | 0    | 40   | 11   | 23  | kvalifikacije za I. razred |
| 2.  | Viktorija Osijek     | 12  | 7    | 3    | 2    | 23   | 16   | 17  | I. razred                  |
| 3.  | Olimpija Osijek      | 12  | 6    | 2    | 4    | 27   | 15   | 14  |                            |
| 4.  | Rapid Osijek         | 12  | 4    | 4    | 4    | 16   | 20   | 12  |                            |
| 5.  | ŽAK Osijek           | 12  | 5    | 0    | 7    | 17   | 20   | 10  |                            |
| 6.  | Radnički Osijek      | 12  | 2    | 2    | 8    | 9    | 28   | 6   |                            |
| 7.  | Velebit Osijek       | 12  | 0    | 2    | 10   | 6    | 39   | 2   |                            |
|     |                      |     |      |      |      |      |      |     |                            |
|     | UKUPNO               | 84  | 35   | 14   | 35   | 138  | 149  |     |                            |

- prikazana ljestvica sadrži ukupno netočan zbroj postignutih i primljenih golova

## Rezultatska križaljka
| kratica | klub                 | OLI | RAD | RAP | ŠPA | VEL | VIK | ŽAK |
| --- | -------------------- | --- | --- | --- | --- | --- | --- | --- |
| OLI | Olimpija Osijek      |     |     |     |     |     |     |     |
| RAD | Radnički Osijek      |     |     |     |     |     |     |     |
| RAP | Rapid Osijek         |     |     |     |     |     |     |     |
| ŠPA | Šparta Beli Manastir |     |     |     |     |     |     |     |
| VEL | Velebit Osijek       |     |     |     |     |     |     |     |
| VIK | Viktorija Osijek     |     |     |     |     |     |     |     |
| ŽAK | ŽAK Osijek           |     |     |     |     |     |     |     |
| |                      |     |     |     |     |     |     |     |
| podebljan rezultat - utakmice od 1. do 7. kola (1. utakmica između klubova) rezultat normalne debljine - utakmice od 8. do 14. kola (2. utakmica između klubova) rezultat nakošen - nije vidljiv redoslijed odigravanja međusobnih utakmica iz dostupnih izvora rezultat smanjen * - iz dostupnih izvora nije uočljiv domaćin susreta prekrižen rezultat - poništena ili brisana utakmica p - utakmica prekinuta 3:0 p.f. / 0:3 p.f. - rezultat 3:0 bez borbe n.i. - nije igrano |                      |     |     |     |     |     |     |     |

 Izvori:

## Kvalifikacije za I. razred
Sudionici
| Cibalija, Vinkovci    | sudionik I. razreda          |
| Šparta, Beli Manastir | sudionik i prvak II. razreda |
| BATA, Borovo          | prvak Provincije             |

- Borovo (kasnije Borovo Naselje) – danas dio naselja Vukovar

| mj. | klub                 | ut. | pob. | ner. | por. | gol+ | gol- | bod | 1934./35.  |
| --- | -------------------- | --- | ---- | ---- | ---- | ---- | ---- | --- | ---------- |
| 1.  | BATA Borovo          | 4   | 3    | 0    | 1    | 10   | 9    | 6   | I. razred  |
| 2.  | Šparta Beli Manastir | 4   | 2    | 1    | 1    | 10   | 6    | 5   | Provincija |
| 3.  | Cibalija Vinkovci    | 4   | 0    | 1    | 3    | 6    | 11   | 1   | Provincija |

| kratica | klub                 | BATA | CIB | ŠPA |
| --- | -------------------- | ---- | --- | --- |
| BATA | BATA Borovo          |      |     |     |
| CIB | Cibalija Vinkovci    |      |     |     |
| ŠPA | Šparta Beli Manastir |      |     |     |
| |                      |      |     |     |
| podebljan rezultat - utakmice od 1. do 3. kola (1. utakmica između klubova) rezultat normalne debljine - utakmice od 4. do 6. kola (2. utakmica između klubova) rezultat nakošen - nije vidljiv redoslijed odigravanja međusobnih utakmica iz dostupnih izvora rezultat smanjen * - iz dostupnih izvora nije uočljiv domaćin susreta prekrižen rezultat - poništena ili brisana utakmica p - utakmica prekinuta 3:0 p.f. / 0:3 p.f. - rezultat 3:0 bez borbe n.i. - nije igrano |                      |      |     |     |